# Championnat du Nicaragua de football de deuxième division
 (juin 2025).
Si vous disposez d'ouvrages ou d'articles de référence ou si vous connaissez des sites web de qualité traitant du thème abordé ici, merci de compléter l'article en donnant les références utiles à sa vérifiabilité et en les liant à la section « Notes et références ».
La deuxième division du Nicaragua est un concours organisé par FENIFUT. Il s'agit de la deuxième catégorie de football au Nicaragua.
Lors de la saison 2013-2014, la deuxième division nicaraguayenne est composée de deux poules de dix clubs, répartis géographiquement.